# Wollbrandshausen
Wollbrandshausen er en by og kommune i det centrale Tyskland, beliggende under Landkreis Göttingen, i den sydlige del af delstaten Niedersachsen. Kommunen, der har omkring 640 indbyggere (2012), er en del af amtet (samtgemeinde) Gieboldehausen.

## Geografi
Wollbrandshausen er beliggende omkring 15 kilometer øst for Göttingen og 10 kilometer nordvest for Duderstadt i den nordøstlige ende af det historiske landskab Eichsfeld. Kommunen ligger i det frugtbare landbrugslandskab Goldene Mark i dalen til højdedraget Ellerbach med bakkekammene Höherberg (242 moh.) og mod syd Brückenberg (200,7 moh).

### Nabokommuner
Nabokommunerne er: Krebeck mod vest, Bodensee mod nordvest, Gieboldehausen mod nordøst og Seeburg med Bernshausen mod syd.

## Galleri
- Wollbrandshausen set fra syd.